# 鈴木雅也 (俳優)
鈴木 雅也（すずき まさや、1994年8月19日 - ）は、日本の元俳優、シンガーソングライター。東京都出身。血液型はB型。

## 経歴
- 2014年、スーパーエキセントリックシアター 第2期研修生
- 2015年、スーパーエキセントリックシアター ボイスアクターズコース第1期生
- 2016年 - 2018年、ミュージカル『テニスの王子様』3rdシーズンに出演。
- 2018年9月15日、SET所属の7人組新ユニットGrab"A"のメンバーとしてデビュー、リーダーを務める。
- 2020年3月31日、スーパーエキセントリックシアター退所、Grab"A"脱退。
- 2020年4月より、フリーランスで活動。
- 2022年10月31日、俳優業を引退。SNS等は削除された。

## 人物
- Grab"A"でのキャッチコピーは「みんなの兄貴的存在」、カラーは「赤」。
- 趣味は、お菓子作り、ゲーム。ポケモンが好きで、ブログやTwitterにて言及されることもある。
- 好きなことは、読書、歌うこと。
- 好きなものは、椎茸、鶏肉、拉麺、星空。
- 特技にボールリフティングを挙げている。小学校3年生から6年間サッカーチームに所属し、関東大会でベスト16まで行ったことがある[3]。
- 高校時代はバンド活動をしており、Grab“A”のセカンドライブではアコースティックギターの演奏を披露した。それ以降、アコースティックギター、エレキギターの演奏・弾き語りをライブで披露することもある。また、作詞作曲も手掛けている。
- 日常では、眼鏡をかけている。

## 出演
太字は主演。

### TV番組
- 「オトナヘノベル」（2015年、Eテレ）[1]
- 「ココロ部!」#9「カメラマンの選択」（2015年9月11日、Eテレ）[1][4]
- 「あさイチ」～フライパン特集～（2016年、NHK総合）[1]

### TVドラマ
- 孤独のグルメ Season7 第12 話 （2018年6月30日、テレビ東京）  - サラリーマン客 役

### ラジオドラマ
- 青春アドベンチャー（NHK FM）[1]
  - スタープレーヤー（2015年6月）[1][5]
  - 手をつないだまま さくらんぼの館で（2019年5月27日 - 31日、6月3日 - 7日）[6]

### 映像商品
- 「あなたの常識、社会人の非常識」DVD （2015年、PHP研究所） - 水島悟 役[7]

### 映画
- エリィジャパン短編劇映画『どんぐりころころ』（2021年2月） - 鳩 役[8]

### 配信
- おうちde舞台「はん生配信」 - 第1話〜第5話 主演・シンガーソングライター笑都（えいと） 役
  - 主題歌「明星（あかほし）」作詞作曲歌担当
- おうちde舞台「おうちde笑おう」チーム高橋「2.8次元ミュージカル 文具隊志」 - 炎・ピーツ 役

### 舞台
- ミュージカル『テニスの王子様』3rdシーズン（2016年11月 - 2018年5月） - 青学9代目・河村隆 役[9]
  - 青学vs六角（2016年12月22日 - 2017年2月12日、TOKYO DOME CITY HALL 他）[10]
  - Dream Live 2017（2017年5月26日 - 28日、横浜アリーナ）[11]
  - 青学vs立海（2017年7月14日 - 10月1日、TOKYO DOME CITY HALL 他）[12]
  - TEAM Party SEIGAKU・ROKKAKU （2017年10月26日 - 11月5日、AiiA 2.5 Theater Tokyo 他）[13]
  - 青学vs比嘉（2017年12月21日 - 2018年2月18日、TOKYO DOME CITY HALL 他）[14]
  - Dream Live 2018（2018年5月5日 - 20日、横浜アリーナ 他）[15]
- MEMORY BOYS〜想い出を売る店〜（2018年6月30日～9月26日、サンリオピューロランド内フェアリーランドシアター） - チームフォルテ 初代グリッサ 役[16][17][18][19][20][21]
- アドリブ心理劇・レジスタンスイレブン～ハロウィンを守り抜け～（コフレリオ新宿シアター）[22]
  - 2018年10月10日 - ライブパート Grab"A"で出演
  - 2018年10月13日 - 本編ゲスト出演
- 逆転裁判 -逆転のGOLD MEDAL-（2019年1月16日 - 21日、シアター1010） - 糸鋸圭介役[23][24]
- 舞台「かくりよの宿飯 折尾屋編」（2019年7月17日 - 21日、俳優座劇場） - 葉鳥 役[25]
- You're a Good Man, Charlie Brown（2020年1月4日 - 12日、シアター風姿花伝） - チャーリー・ブラウン役[26]
- アクリルジャンクション『音楽喜劇-ジョア-』（2020年12月2日 - 6日、俳優座劇場） - 主演・須永小太郎 役[27]
- 遊楽者 第一回公演『NHK入ってますか？〜National Hilarious Keeper〜』（2021年2月2日 - 2月7日、新宿THEATER BRATS） - 有働 役[28]
- おぶちゃ公演『スプリング、サプ、カム』（2022年3月10日 - 3月13日、千本桜ホール） - リダリン、A、実況・須永、二宮金次郎 役[29]
- おぶちゃ公演『御縁記念日』（2022年6月30日 、MSmileBox） - 主演・タツヤ 役[30]
- おぶちゃ5周年記念公演『葬送曲』（2022年9月28日 - 10月2日、中目黒キンケロ・シアター）[31]

### イベント
- ミュージカル『テニスの王子様』秋の大運動会 2019（2019年10月9日、横浜アリーナ） - ゲスト出演[32]

### 雑誌
- .ジャンプSQ. 2017年11月号（2017年10月4日、集英社） - 「テニミュ」バックステージインタビュー 『テニミュの王子様』[33]
- 『an・an』2017年12月6日号（マガジンハウス）[34]

### ライブ
- 歌詞輪の音會 〜Special Live〜（2019年6月1日、柏ThumbUp）[35]
- KASHIWA MUSIC PARTY（2019年8月18日、柏ThumbUp）[35]
- DESEOmini＆ムーングローPRESENTS『MENS FREE LIVE!!!』 （2020年2月26日 、DESEOmini）[36]
- 柏 ThumbUp 11th Anniversary（2020年2月28日、柏ThumbUp）[37]

### YouTube
- チャンネルSET内コーナー「MASA ni KITCHEN」にてスイーツ作り動画配信（2018年3月 - 11月）
- Grab“A”チャンネル内コーナー「和歌を詠む、ボクなりに」動画配信（2019年7月 - 2020年4月）